# Alfred Freddy Krupa
Alfred Freddy Krupa (* 14. června 1971, Karlovac, Jugoslávie) je chorvatský umělec, podle Světového biografického slovníku umělců (Allgemeines Künstlerlexikon, AKL) jeden z předních představitelů moderní evropské tušové malby.

## Životopis
Alfred Freddy Krupa pochází ze Slezska z otcovy strany, jeden z představitelů vzácného slovanského lidu Horního Slezska, které se nachází na území Polska, částečně i Česka a Slovenska. Krupa absolvoval malířství v roce 1995 na Akademii výtvarných umění v Záhřebu a v roce 1998 získal stipendium japonské vlády a odešel studovat japonskou tušovou malbu na Tokijskou univerzitu Gakugei. Před odjezdem do Japonska v roce 1996 napsal jediný známý programový text (New Ink Art Manifest) v rámci celosvětového malířského hnutí New Ink Art. Dnes (2022) je originál (rukopis) uložen v archivu výstavy documenta v Kasselu.
Za sledovaných podmínek nakreslil chorvatský umělec Alfred Freddy Krupa ve dnech 10. a 11. ledna 2023 v salonu grafického designu střední školy Duga Resa 'Moje panoramata' na surové plátno formátu 69x892.Toto umělecké dílo bylo americkou organizací RecordSetter uznáno jako největší svého druhu a světový rekord.

## Ceny a ocenění
Za svou uměleckou tvorbu získal řadu ocenění., mezi ostatními:
- Řád Danice Hrvatské (chorvatsky: Red Danice hrvatske; dosl. 'Řád chorvatské jitřenky') s tváří Marka Maruliće, prezident Chorvatské republiky, Zagreb, 2023[17]
- Cena města Karlovac, (Karlovac, Chorvatsko, 2023)[18]
- Cena umělce společnosti Japan Ink Painting Society (Japan Ink Painting Society - Tokio, Japonsko, 2022)[19]
- Gold List of the Best Contemporary Artists of Today 2022 (Art Market Magazine – Tel Aviv, Izrael ve spolupráci s Discovery Art Fair (Frankfurt – Kolín – Berlín), Redwood Art/Media Group (Artexpo New York, Red Dot Miami & Spectrum Miami, Art Santa Fe, Art San Diego, Artexpo Dallas), Florence Biennale - Florencie, Itálie, 2022)[20]
- 1. místo (International Art Awards - New Generations, Miami, Florida, USA, 2022)
- Druhý nejvyšší počet hlasů (1. soutěž Singulart Award Artist of the Year – Paříž, Francie, 2022)
- The Modern Ink Painting Award (Mezinárodní společnost pro čínské kaligrafické umění a inkoustovou malbu (ICCPS), Tokio, Japonsko, 2021)
- Pocta vyššímu doktorátu doktora umění (DArt) ve výtvarném umění v oblasti výzkumu: Praxe a teorie moderní tušové malby (International Art Academy & Society, Volos, Řecko, 2021)
- Umělec roku 2020 (13. mezinárodní festival InterArtia, International Art Society and Academy, Volos, Řecko, 2020)
- První světová cena v malbě (13. mezinárodní festival InterArtia, International Art Society and Academy, Volos, Řecko, 2020)
- Osvědčení o uměleckém úspěchu (Lucemburská umělecká cena, Luxembourg, 2020)
- Vítěz hlavní ceny - Umělec měsíce / prosinec / (TheArtList, Dallas, USA, 2019)[21]
- 1. místo v mezinárodní soutěži u příležitosti čínského roku psa (Inkston - Shanghai, Čína, 2018)
- Čestné ocenění (2. mezinárodní bienále akvarelů 'Pearls of Peace', IWS - Pákistán, 2018)[22]
- Výroční cena Chorvatské společnosti výtvarných umělců - Záhřeb za rok 2016 (HDLU - Záhřeb, Chorvatsko, 2017)
- Royal Order of the Crown of Rwanda (hodnost Grand Cross, Král Kigeli V. z Rwandy, Rwanda - Washington, D.C., USA, 2013, znovu potvrzena v roce 2016)[23]
- Titul Baron de Krupa / Kruppa (Král Kigeli V. z Rwandy, Rwanda - Washington, D.C., USA, 2013, znovu potvrzeno v roce 2016)[24]
- The Councilor Award (International Society for Chinese Calligraphic Art and Ink Painting (ICCPS), Anshan, Čína, 2013)
- RSA Fellow (Královská společnost pro podporu umění, výroby a obchodu, Londýn, Velká Británie, 2002)

## Galerie

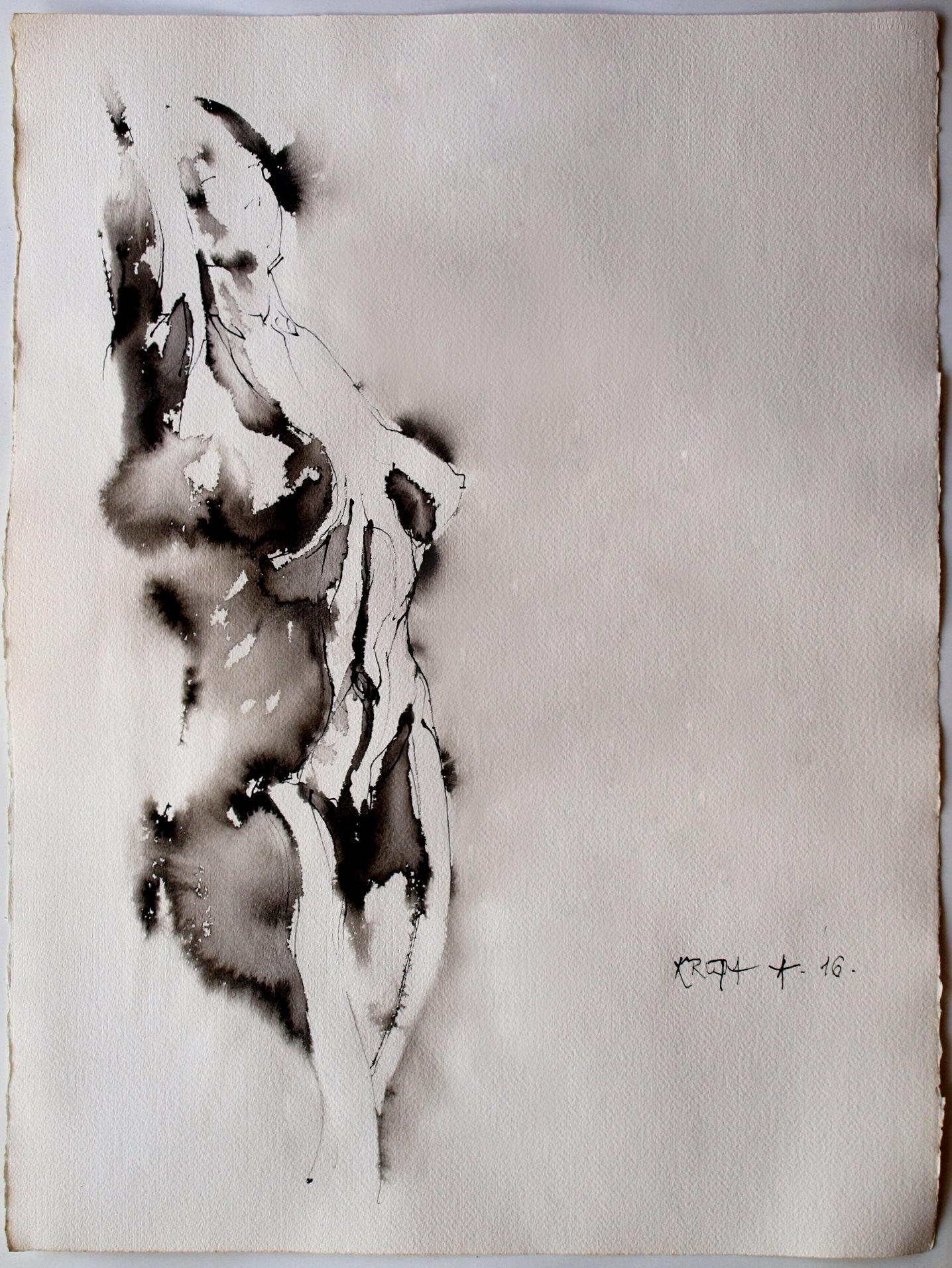
Stojící akt
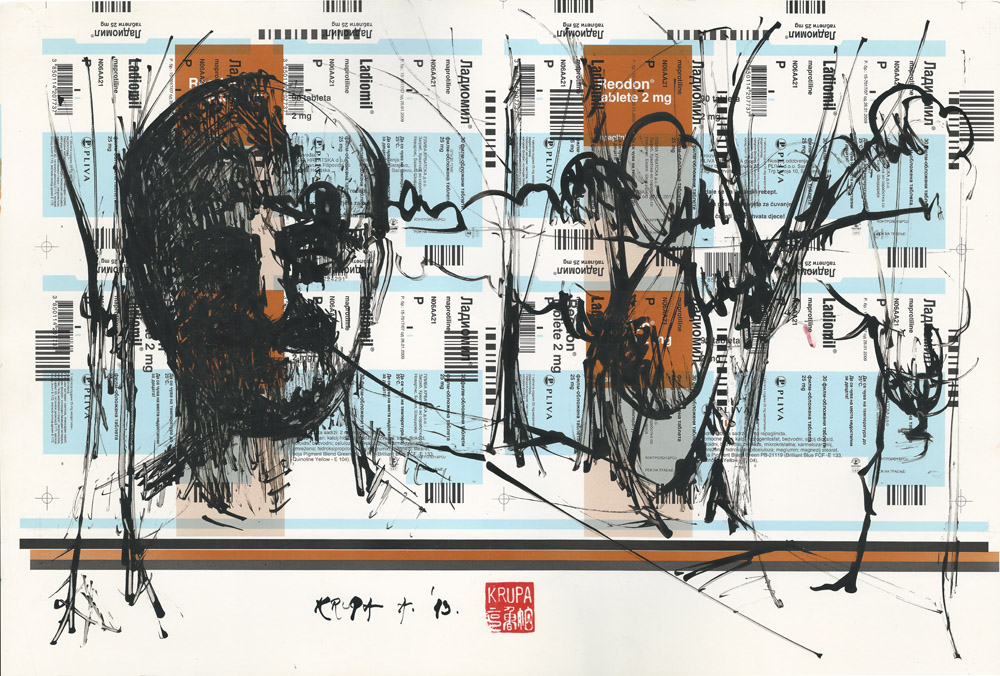
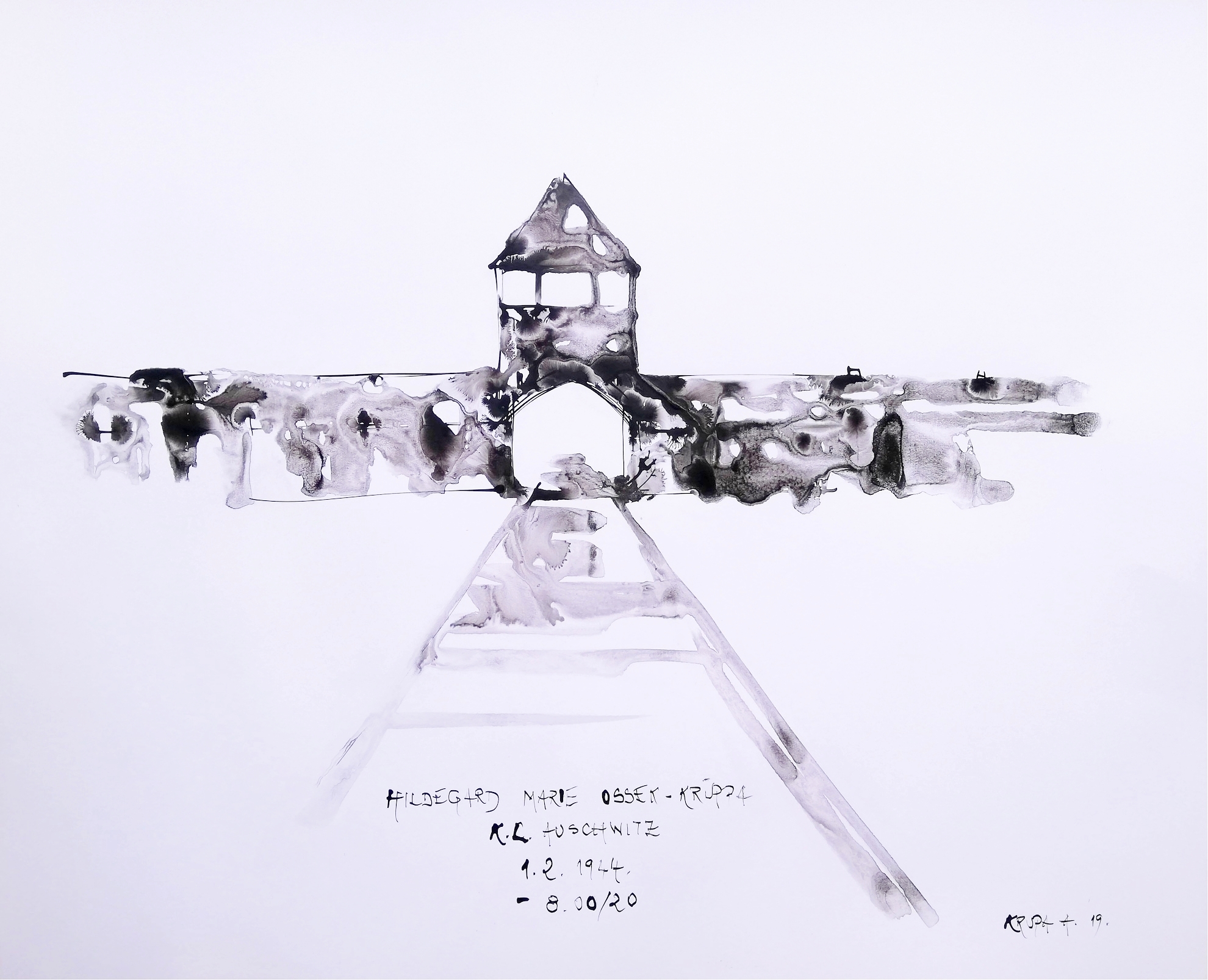
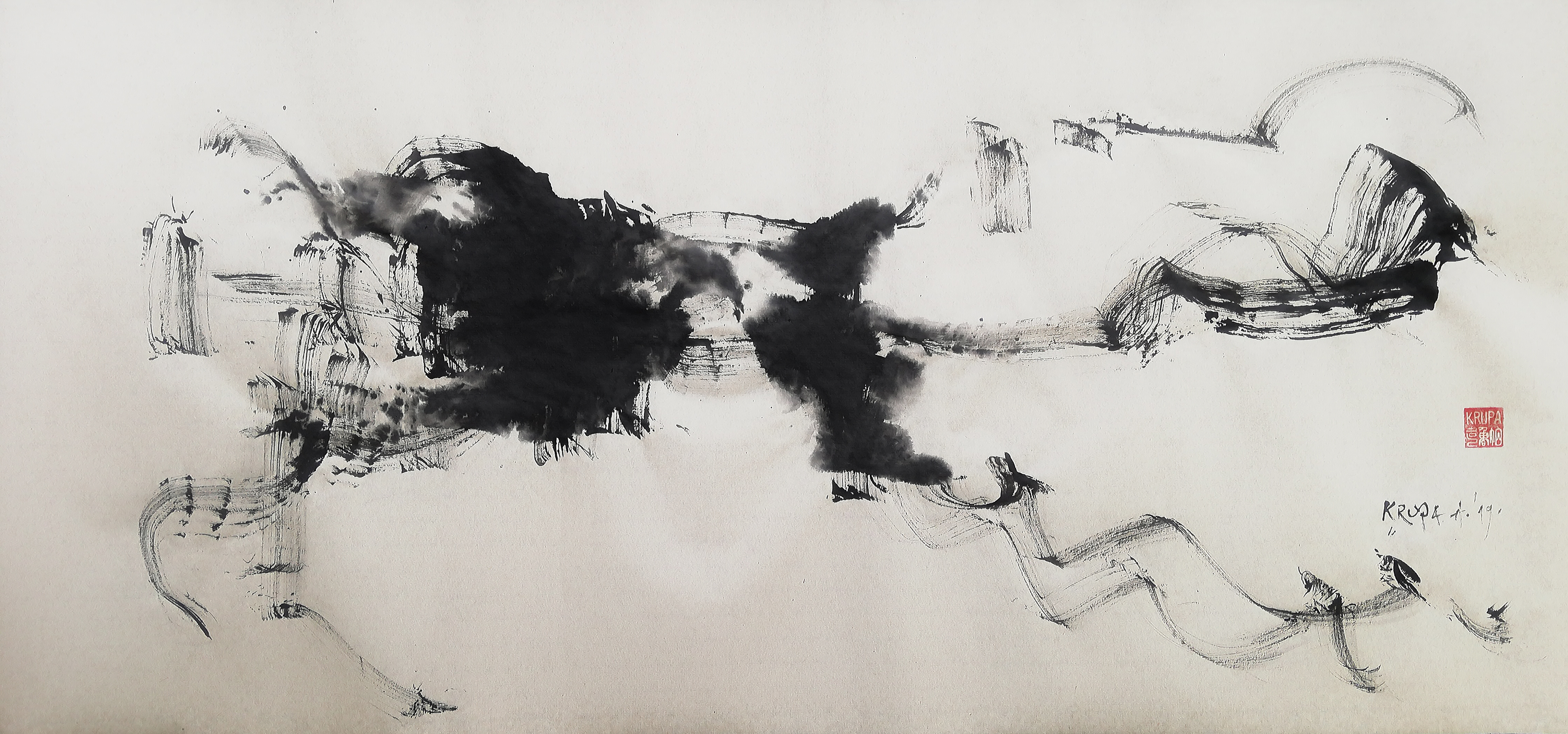
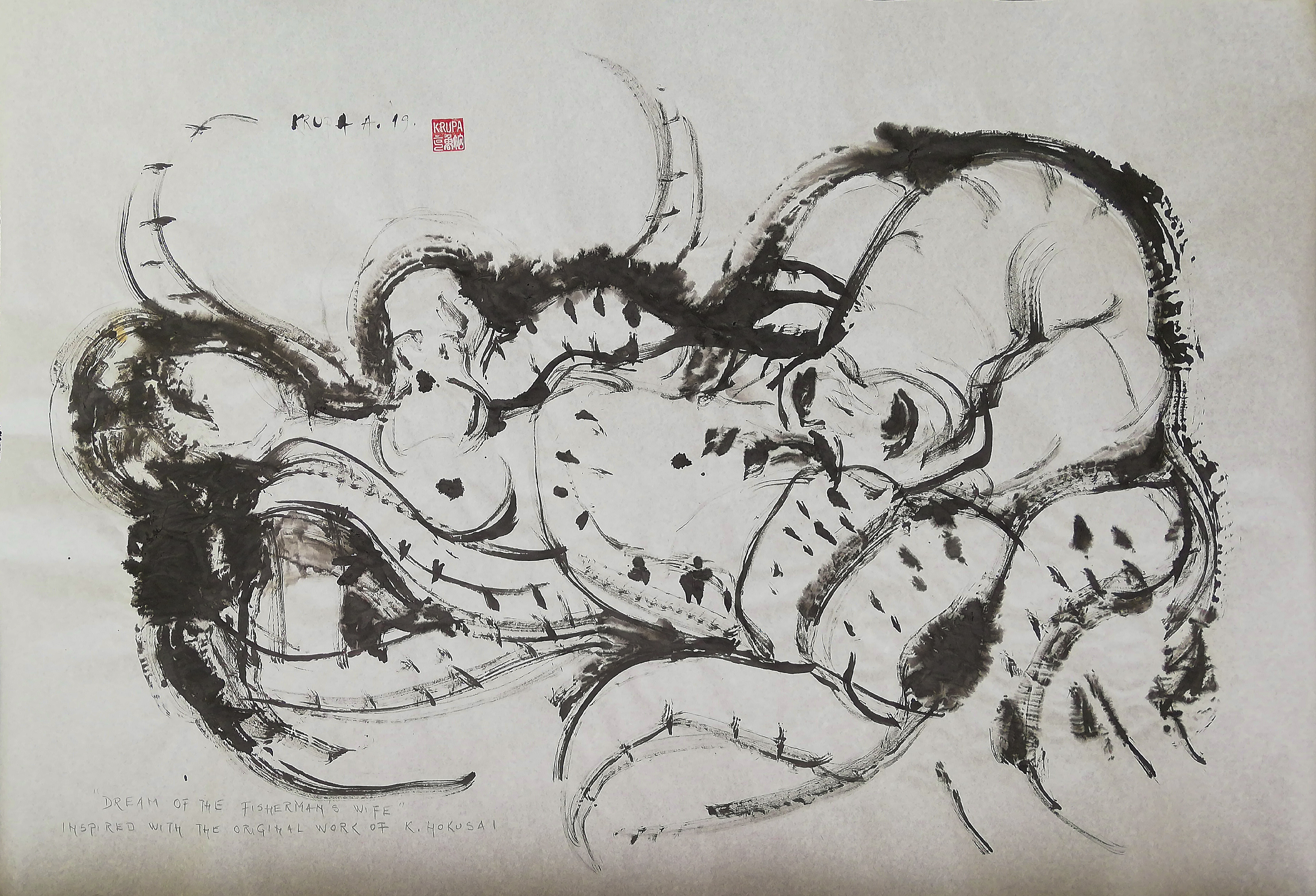
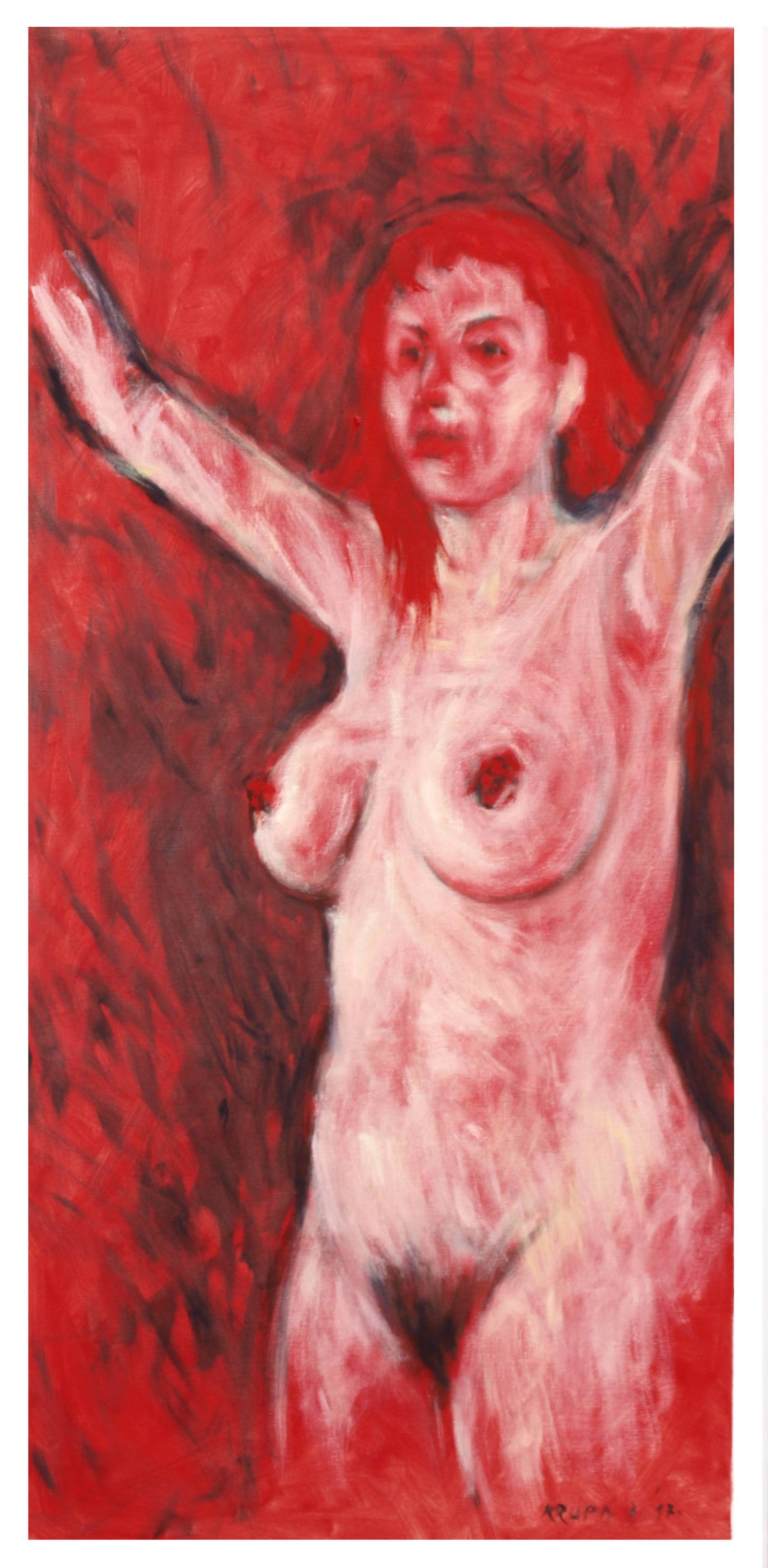
The red woman (Rudá žena)
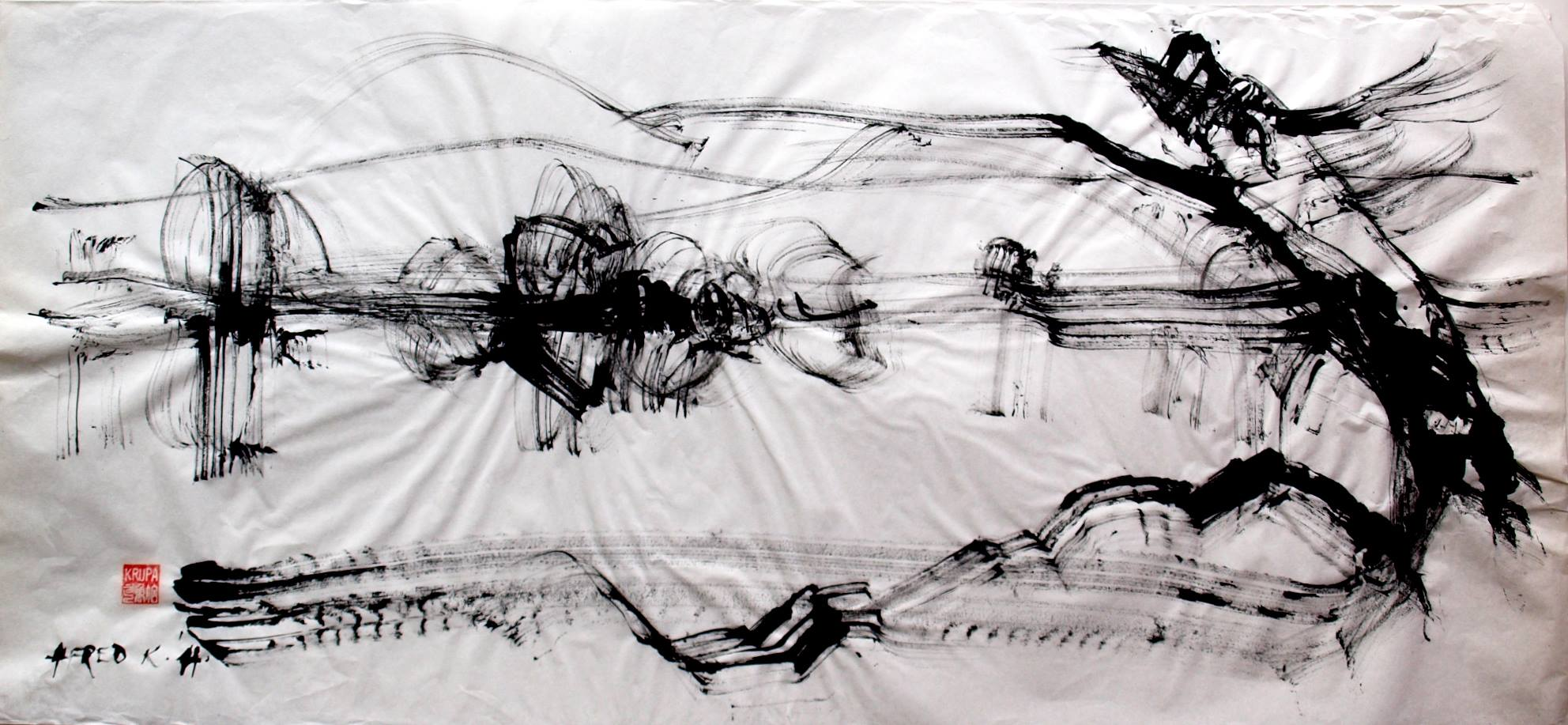
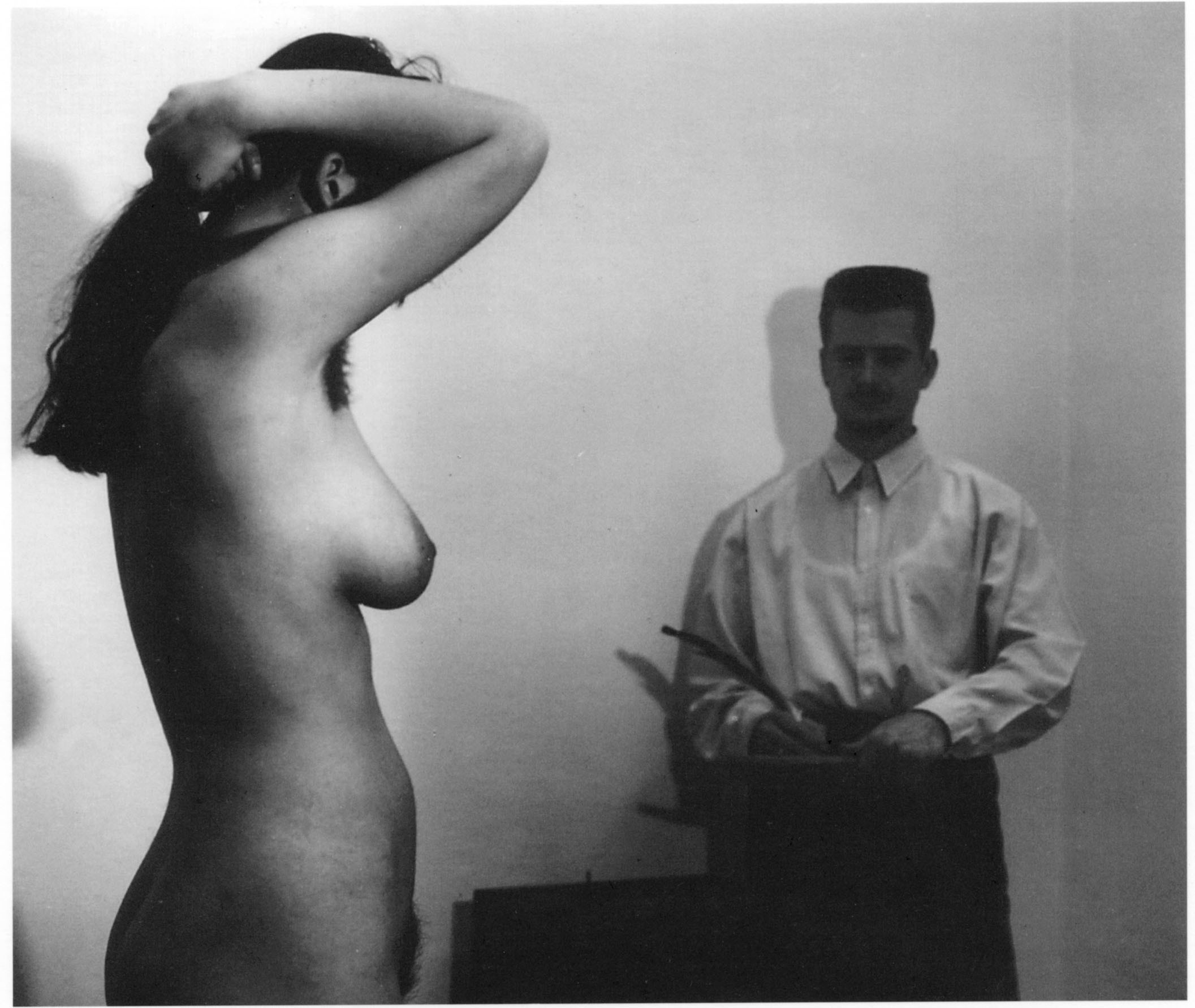
Umělec při práci
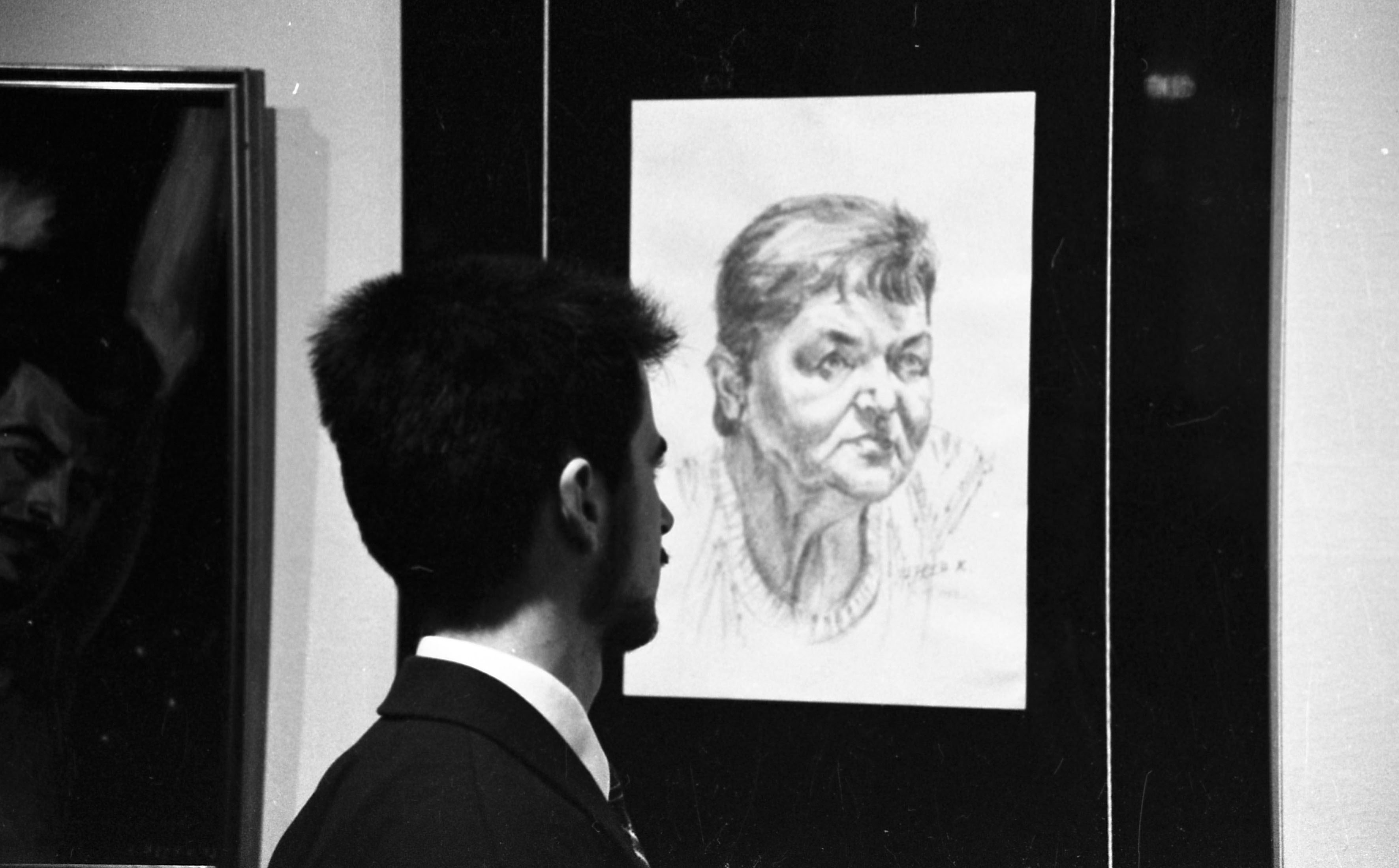
Umělec při práci
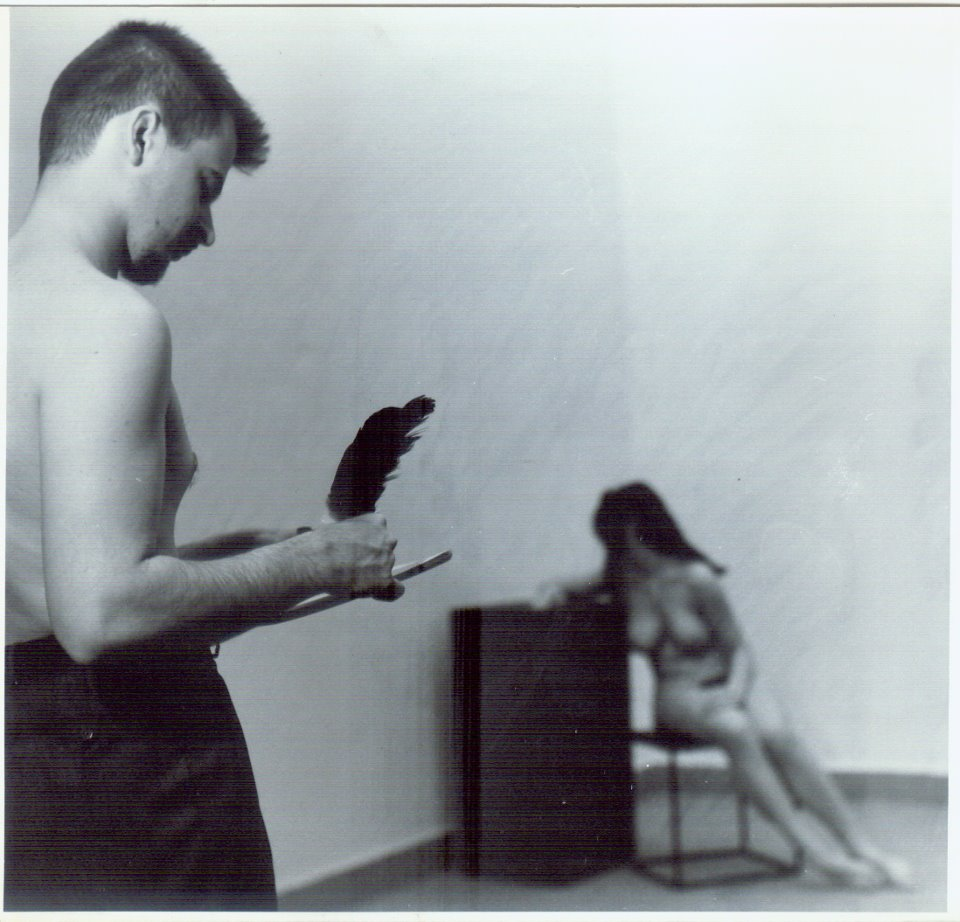
Umělec při práci
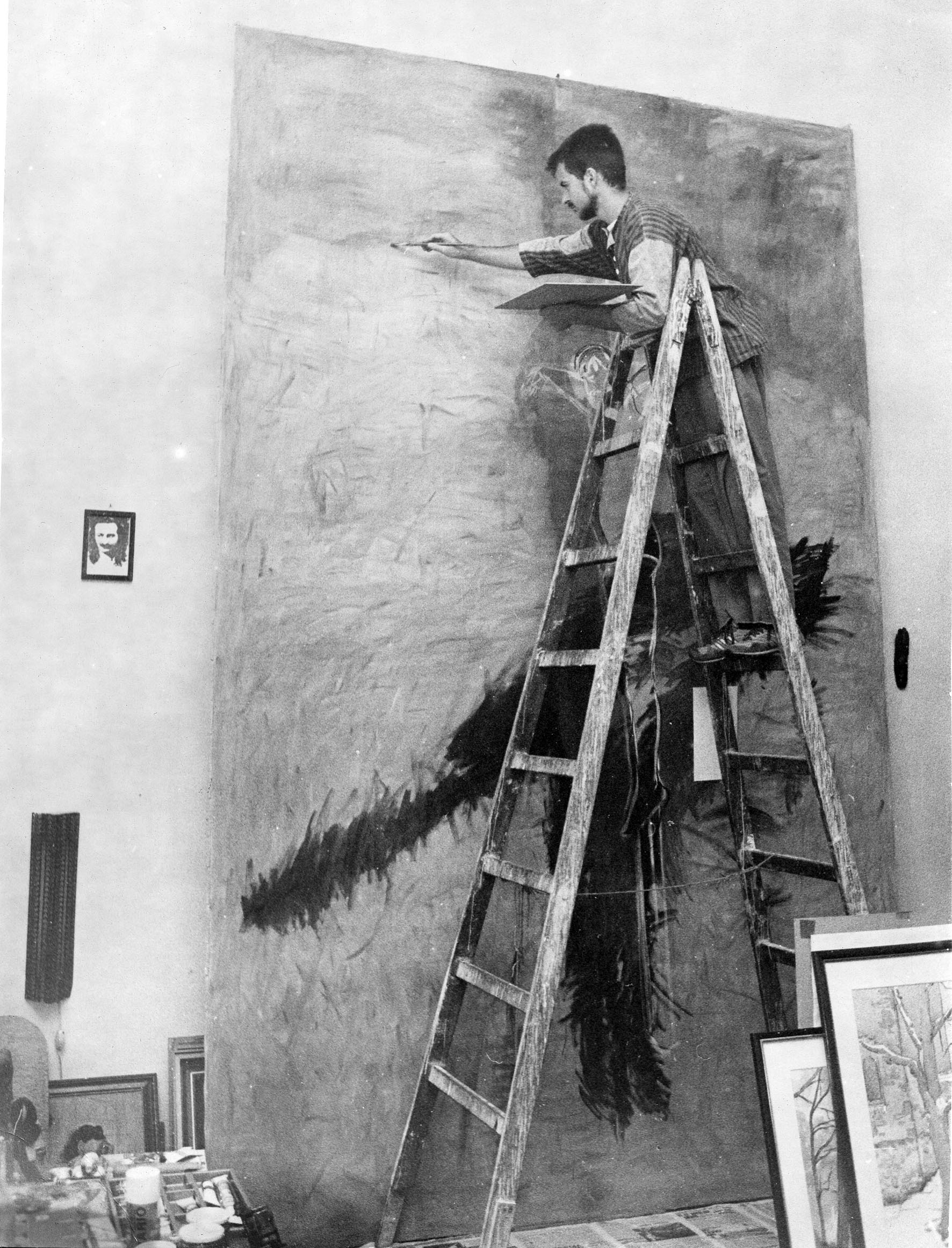
Umělec při práci